# Thys (Crisnée)
Pour les articles homonymes, voir Thys.
Thys (en wallon Tisse) est une section de la commune belge de Crisnée située en Région wallonne dans la province de Liège.
C'était une commune à part entière avant la fusion des communes de 1965. 
Par Arrêté royal du 15 octobre 1937, l'église St-Pierre à Thys a été classée monument historique dans ses parties principales : la tour, la nef centrale, la basse nef droite et le chœur avec la tribune des orgues.
Depuis 1993, le  centre  du  village avec l'église, la ferme-château, l'ancien presbytère, deux fermes, le hêtre près de l'église et les terrains environnants, sont protégés en tant site et ensemble architectural.

## Patrimoine et culture

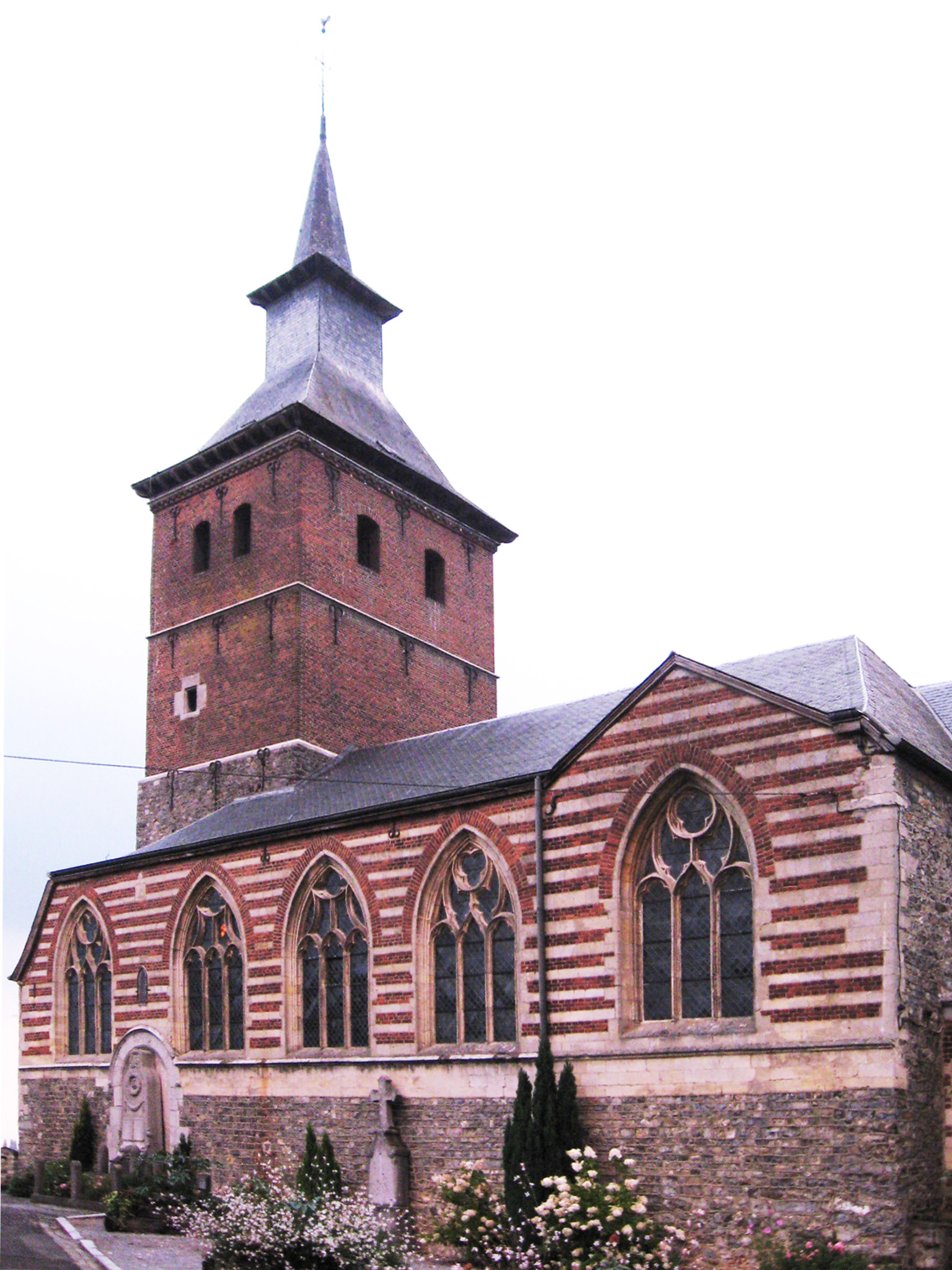
Église Saint-Pierre.

## Population
- En 1801	: 287 habitants.
- En 1806	: 334 habitants.
- En 1811	: 295 habitants.
- En 1840	: 310 habitants.
- En 1890	: 417 habitants.
- En 1905	: 451 habitants.
- Fin 1916 : 403 habitants.
- En 1920	: 407 habitants.
- En 1930	: 436 habitants.
- En 1935	: 460 habitants.
- En 1945	: 396 habitants.
- En 1956	: 419 habitants.
- En 1963	: 412 habitants.
- Fin 2001 : 417 habitants.